# Pátria Amada
Pour les articles homonymes, voir Patria (homonymie) et Amada.
Pátria Amada est l'hymne national du Mozambique. Il a remplacé Viva, Viva a FRELIMO en 2002.

## Paroles
|           | Paroles en portugais | Traduction en français |
| --------- | --- | --- |
| Couplet 1 | Na memória de África e do Mundo Pátria bela dos que ousaram lutar Moçambique, o teu nome é liberdade O Sol de Junho para sempre brilhará    | En mémoire de l'Afrique et du Monde Patrie belle de ceux qui ont osé lutter Mozambique, ton nom est liberté Le Soleil de Juin brillera pour toujours             |
| Refrain   | 𝄆 Moçambique nossa terra gloriosa Pedra a pedra construindo um novo dia Milhões de braços, uma só força Oh pátria amada, vamos vencer 𝄇     | 𝄆 Mozambique, notre terre glorieuse Pierre à pierre en construisant un nouveau jour Des millions de bras, une seule force Oh patrie aimée, nous allons gagner 𝄇  |
| Couplet 2 | Povo unido do Rovuma ao Maputo Colhe os frutos do combate pela paz Cresce o sonho ondulando na bandeira E vai lavrando na certeza do amanhã | Peuple uni de Ruvuma à Maputo, Récolte les fruits du combat pour la paix Ton rêve grandit s'ondule sur le drapeau Et on va labourant dans la certitude de demain |
| Refrain   | | |
| Couplet 3 | Flores brotando do chão do teu suor Pelos montes, pelos rios, pelo mar Nós juramos por ti, oh Moçambique Nenhum tirano nos irá escravizar   | Les fleurs germent grâce à ta sueur Par les montagnes, par les rivières, par la mer Nous jurons pour toi, oh Mozambique Qu'aucun tyran ne nous asservira         |
| Refrain   | | |

## Remarques
« Le Soleil de Juin » dans le premier couplet fait référence au 25 juin 1975, date d'indépendance du pays.